# Medalj för 1812 års fälttåg
Medaljen till åminnelse av 1812 års fälttåg (ryska: Медаль «В память Отечественной войны 1812 года») är rysk medalj som instiftades av kejsar Alexander I av Ryssland den 5 februari 1813 i silver. Medaljen kunde utdelas till militärer som deltagit i befrielsen av Ryssland under Napoleons ryska fälttåg. Medaljen kunde tilldelas alla soldator utan hänsyn till rang. Den 30 augusti 1814 skapades även en medalj i brons som kunde delas ut till civila såsom köpmän och borgare som bidragit till segern.

## Utseende
Medaljen är präglad i silver eller brons och visar på aversen en pyramid med det allseende ögat omgivet av strålglans. Under detta står på ryska År 1812. På reversen står ett bibelcitat från Psaltaren:
| ” | «НЕ НАМЪ — НЕ НАМЪ — А ИМЕНИ — ТВОЕМУ» | „ |

Vilket på svenska blir: Inte oss, Inte oss, ett namn - Ditt. Detta syftar på att äran tillfaller Gud och inte människorna.
Medaljen bars i Sankt Andreas ordens blåa band.

## Svenska mottagare
- Carl Gustaf Löwenhielm

## Bilder

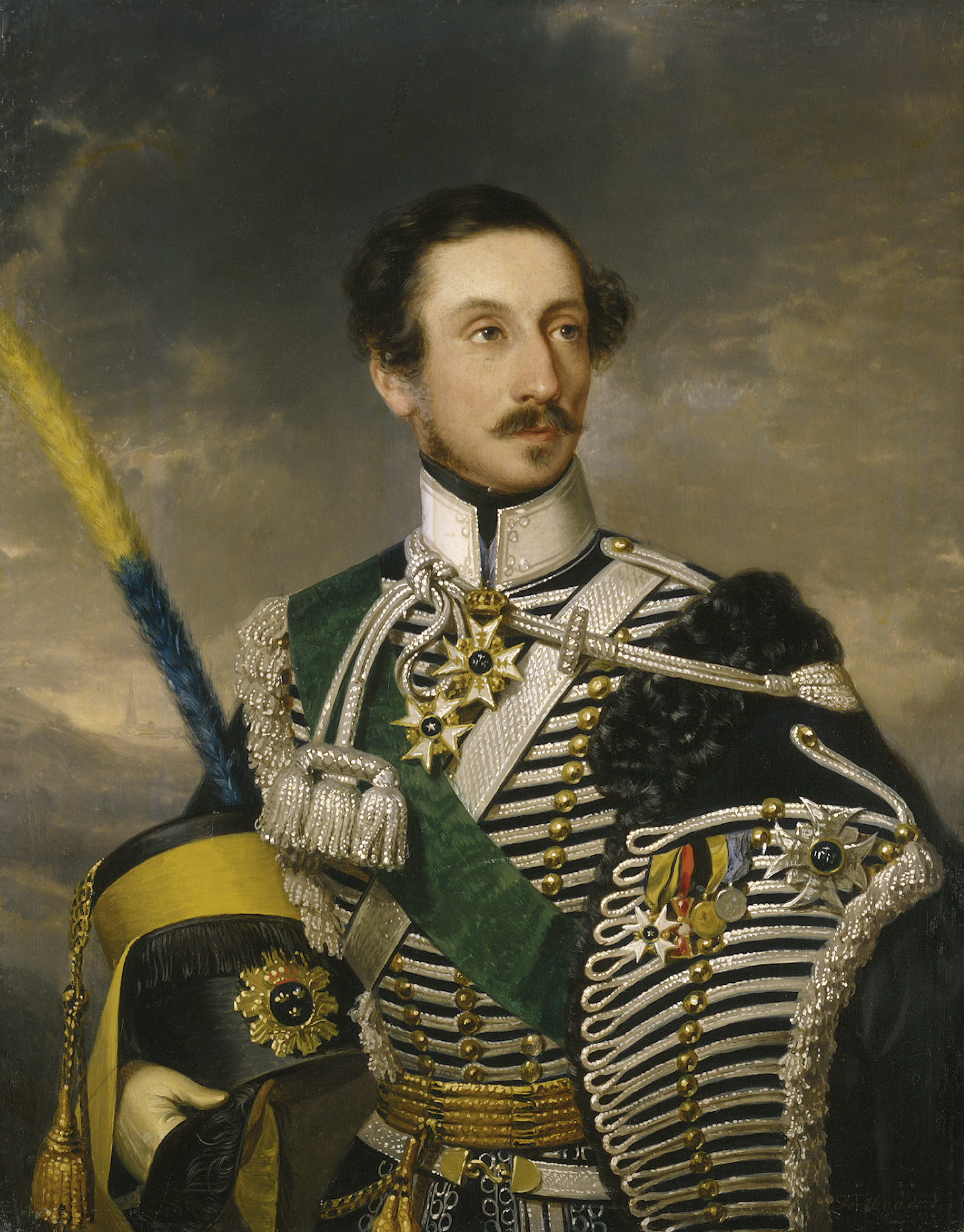
Carl Gustaf Löwenhielm bärandes medaljen i silver i blått band på bröstet.